# 아즈마촌 (후쿠시마현)
아즈마촌(吾妻村)은 후쿠시마현 야마군에 설치되었던 촌이다. 1955년 3월 1일 아즈마촌 및 이나와시로정, 오키나지마촌, 지사토촌, 쓰키노와촌 등 5개 정·촌이 합병하여 이나와시로정이 신설되고 폐지되었다.

## 지리
이나와시로정 북부가 아즈마촌이 있던 곳이다.

## 역사
- 1889년 4월 1일 - 정촌제 시행에 의해 와카미야촌, 고가이촌이 합병해 야마군 아즈마촌이 성립하였다.
- 1955년 3월 1일 - 아즈마촌 및 이나와시로정, 오키나지마촌, 지사토촌, 쓰키노와촌 등 5개 정·촌이 합병하여 이나와시로정이 신설되고, 아즈마촌 등은 폐지되었다.

## 인구
- 1889년 1,763
- 1907년 2,491
- 1920년 4,857
- 1947년 6,915

## 참고 문헌
- 角川日本地名大辞典編纂委員会『角川日本地名大辞典 7 福島県』、角川書店、1981年 ISBN 4-04-001070-1
- 日本加除出版株式会社編集部『全国市町村名変遷総覧』、日本加除出版、2006年、ISBN 4-8178-1318-0